# Les Gommes
Pour les articles homonymes, voir Gomme.
Les Gommes est un roman d'Alain Robbe-Grillet publié en février 1953 aux éditions de Minuit et ayant reçu le prix Fénéon l'année suivante en 1954.

## Résumé
On essaye d'assassiner un homme, Daniel Dupont, à son domicile. L'assassinat semble commandité par un groupe terroriste, en raison de l'engagement politique de Daniel Dupont. Celui-ci, légèrement touché, fait croire, avec la complicité du docteur Juard, à sa mort. Wallas, enquêteur fraîchement promu, tente de découvrir les coupables, malgré l'absence de cadavre…

## Partis pris stylistiques
L'un des partis pris les plus surprenants de ce roman est de déplacer le narrateur successivement dans la conscience de presque tous les personnages, policiers comme coupables. Et pourtant, bien que le lecteur adopte tour à tour tous ces points de vue, le roman garde le caractère d'une enquête, que le lecteur mène parallèlement au policier, ayant sur ce dernier quelque avance, mais ne possédant pas pour autant dès le départ le fin mot de l'histoire. La trame générale, elle, est connue dès le début, mais d'une façon très lacunaire. Au fur et à mesure de la lecture, les lacunes se comblent parallèlement à l'enquête policière.
Un réel parallélisme est ainsi esquissé entre l'acte de lecture et la résolution d'une enquête policière. Dans les deux cas, un individu doit reconstruire une trame qui lui échappe d'abord à partir des indices qu'il ramasse. C'est sans doute une des raisons pour lesquelles le pastiche du roman policier est souvent exploité par le Nouveau Roman.
L'espace-temps est extrêmement réduit : l'action se déroule dans une seule ville, sur deux jours. L'effet d'enfermement, ou plutôt de mouvement circulaire que Wallas ne cesse de poursuivre et auquel il ne peut échapper, est ainsi appuyé par la répétition des mêmes noms de rues (Boulevard circulaire, rue des Arpenteurs…), des événements, etc. Le lecteur perd la notion du temps (d'où le clin d'œil « Si tu confonds hier et aujourd'hui, ça va pas mieux », p. 262) et la phrase finale, « autour de lui les spectres familiers dansent la valse… » illustre par l'allusion à la danse ternaire le cycle infini dans lequel les personnages sont enfermés.

## Citations
Le titre du roman d'Alain Robbe-Grillet sera repris dans « Œdipe ou le cercle fermé : Les Gommes, 1953 », article de  Bruce Morrissette, dans la revue Arguments en 1963 et qui a inspiré la nouvelle « Œdipe », l'une des onze parties de "La Mise à mort", roman publié par Louis Aragon en 1965.

## Éditions
- Les Gommes, Les Éditions de Minuit, 1953
- Les Gommes suivi de Clefs pour Les Gommes par Bruce Morrissette, 10/18, 1962

## Adaptation cinématographique
- Les Gommes (1969), coréalisé par René Micha et Lucien Deroisy.